# Solaropsidae
Solaropsidae is een familie van weekdieren uit de klasse van de Gastropoda (slakken).

## Taxonomie
De volgende taxa zijn bij de familie ingedeeld:
- Onderfamilie Caracolinae Cuezzo, 2003
  - Geslacht Caracolus Montfort, 1810
    - = Caracolla
    - = Carocolla
    - = Discodoma Swainson, 1840
    - = Serpentulus H. Adams & A. Adams, 1855
    - = Vortex Oken, 1815
    - = Wurtzorbis Webb, 1970
- Onderfamilie Solaropsinae H. Nordsieck, 1986
  - Geslacht Olympus Simone, 2010
  - Geslacht Polygyratia Gray, 1847
    - = Ophiogyra Albers, 1850

  - Geslacht Solaropsis H. Beck, 1837
    - = Ophidermis Agassiz, 1846
    - = Ophiospila Ancey, 1887
    - = Solarium Spix, 1827